# Bellefontaine (Vosges)
Bellefontaine ist eine französische Gemeinde im Département Vosges in der Region Grand Est (bis 2015 Lothringen). Sie gehört zum Arrondissement Épinal und zum Gemeindeverband Épinal.

## Geografie
Das 39,37 km² große Gemeindegebiet von Bellefontaine liegt auf einer durchschnittlichen Höhe von 550 Metern über dem Meer im östlichen Winkel des Hochplateaus Vôge, etwa 22 Kilometer südlich der Stadt Épinal und 14 Kilometer westlich von Remiremont.

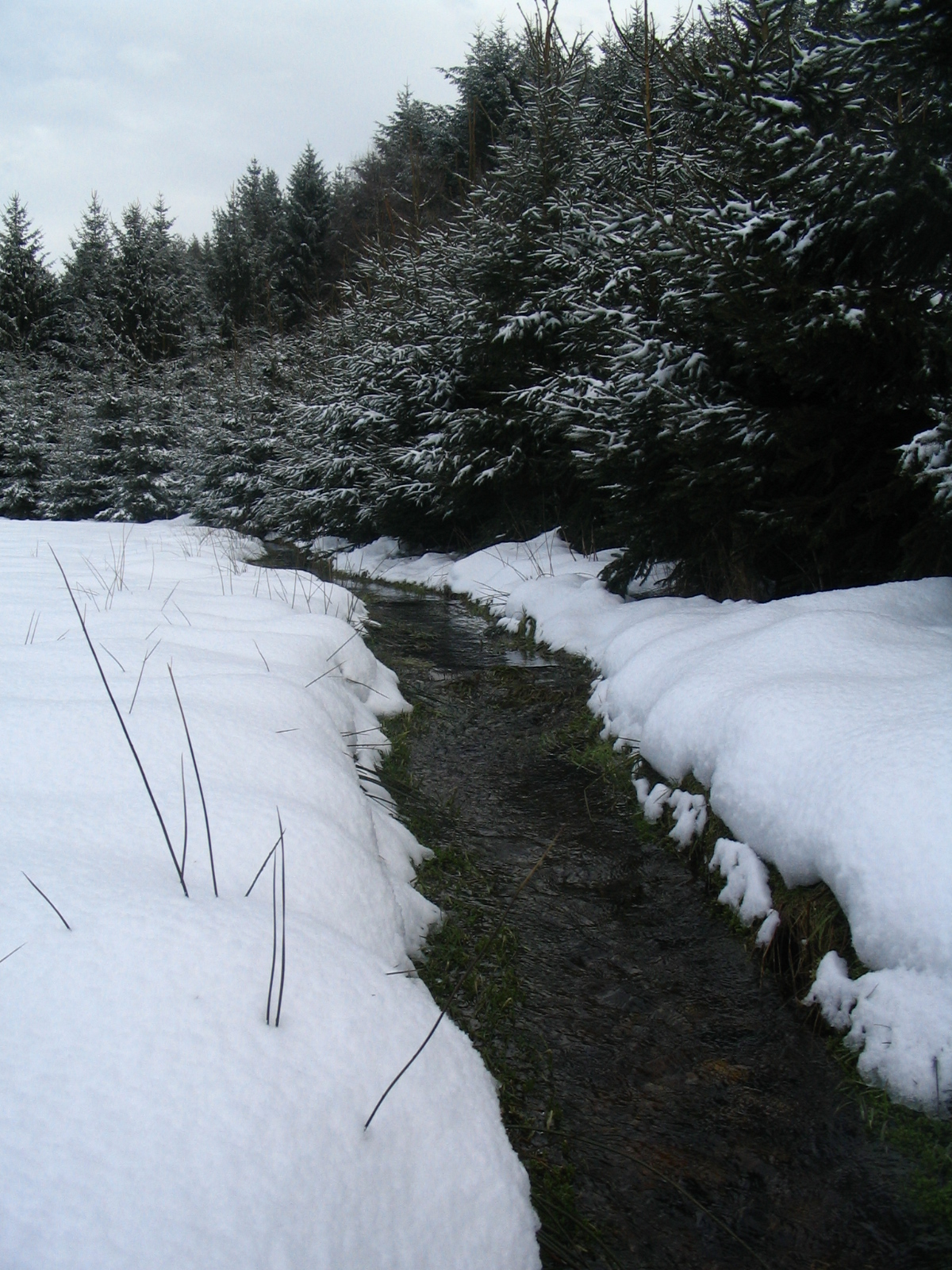
Die Sémouse unterhalb der Quelle nahe Gérardfaing

 Im Ortsteil Gérardfaing befindet sich die Quelle der 41 Kilometer langen Sémouse, die zum Flusssystem der Rhone gehört. Durch den südlichen Teil des Gemeindegebietes fließt der Ruisseau du Pont Jeanson, der in die Sémouse mündet. Das Sémousetal wird im Südwesten der Gemeinde enger und das Gefälle des Flusses größer, was die Ursache für die Anlage zahlreicher Wassermühlen in historischer Zeit ist. Im Quellbereich des Ruisseau du Pont Jeanson sind zwei größere Weiher aufgestaut worden (Etang des Mottes, Etang de la Plaine). Im Osten der Gemeinde liegt die Quelle der Niche, einem Mosel-Nebenfluss, sodass die Rhein-Rhône-Wasserscheide mitten durch das Gemeindegebiet verläuft.
Wälder bedecken etwa die Hälfte des Gemeindegebietes, sie gehören zu den Forsten Forêt de Thiébémont im Nordwesten, Bois des Hauts de Raon im Nordosten, Forêt de Humont im Südosten und Forêt de Rechentreux im Südwesten. Trotz der Höhenlagen über 500 Metern über dem Meer bestehen die landwirtschaftlichen Nutzflächen etwa zur Hälfte aus Äckern und Weiden. Die Lage auf einer Hochfläche und das Fehlen von schützenden Bergflanken hat hohe Niederschläge zur Folge. Das geringe Gefälle begünstigte das Entstehen zahlreicher Feuchtgebiete zu dem auch das Hochmoor Pierrache gehört, um das ein Naturlehrpfad angelegt wurde. Bis in die 1950er Jahre hinein wurde hier Torf gestochen.

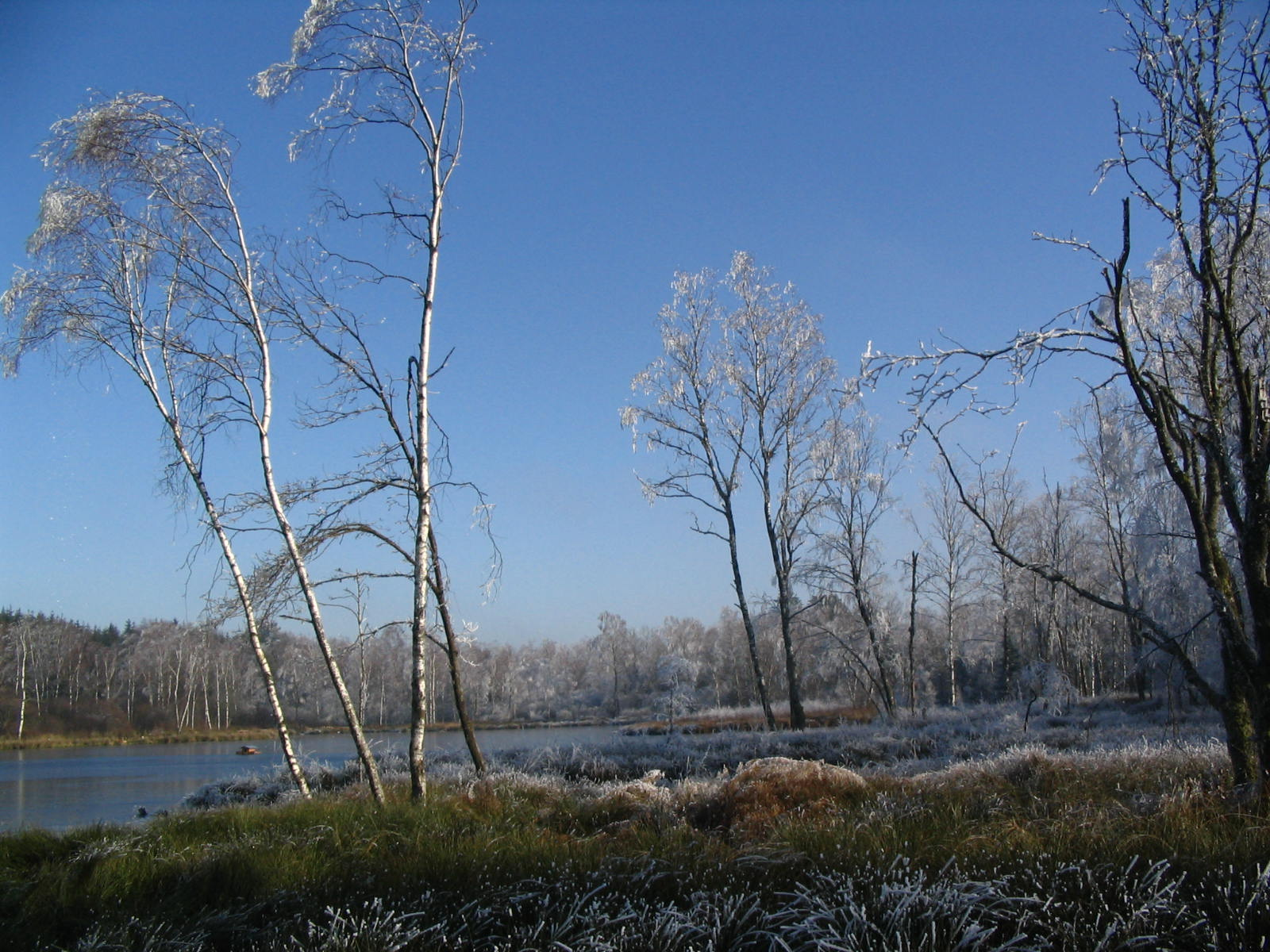
Hochmoor Pierrache

Neben dem Hauptort Bellefontaine und dem Ortsteil Gérardfaing setzt sich die Gemeinde aus zahlreichen Weilern zusammen: Au Caleuchot, Belle-croix, Clairesse, Gérardfaing, Haussonville, Jaillerey, L’Etang des Prêtres, La Gabiotte, La Gand-Croix, La Michotte, La Pierrache, La Trotelée, La Vierge des Voyageurs, Le Banbois, Le Blanc Murger, Le Calvaire, Le Gras Chien, Le Haut de Bellefontaine, Le Marbre, Le Ménil, Le Paquis des Six Frères, Le Pont de Pierre, Le Pont Jeanson, Le Pont Poirot, Le Potet, Le Rupt Guéné, Les Boules, Les Duchênes, Les Huguels, Les Maisons de Raon, Les Marie-Jeanne, Les Retondaines, Les Trayes (petite partie), Les Viaux l’Etang de la Maix, Le Void de Cône, Le Xati, Mailleronfaing und Rougerupt.
Nachbargemeinden von Bellefontaine sind Raon-aux-Bois im Norden, Saint-Nabord im Osten, Plombières-les-Bains im Süden sowie Xertigny im Westen.

## Geschichte
Der Name Bellefontaine (schöner Brunnen) stammt von den seit antiker Zeit belegten Quellen, die den Ruf hatten, heilend zu wirken.
Zwischen dem 15. und 16. Jahrhundert wurde Bellefontaine neu besiedelt, nachdem es wahrscheinlich über 100 Jahre lang wüst lag. An die Neubesiedlung aus dem Gebiet der heutigen Nachbargemeinde Raon-aux-Bois erinnert heute noch der Name des Weilers Les Maisons de Raon.
Die Pfarrei Bellefontaine unterstand bis zum achtzehnten Jahrhundert dem Kloster (Priorat) Herivaux in Le Val-d’Ajol. Einzelne Weiler im heutigen Gemeindegebiet gehörten teilweise zum Kapitel in Remiremont sowie zum Ban von Arches. Die in der Zeit der Französischen Revolution neu geschaffene Gemeinde Bellefontaine war von 1790 bis 1801 Teil des Kantons von Éloyes.
Die Kapelle Notre-Dame de Bon Secours stammt aus dem 19. Jahrhundert, die Kirche Saint-Blaise geht auf das 11. Jahrhundert zurück.
Noch in der Mitte des 19. Jahrhunderts wurden sechs Getreidemühlen im Gemeindegebiet Bellefontaines gezählt.
Von der Sémouse wurden die Wassermühlen Moulin des Maisons de Raon, Moulin de Jaillerey und Moulin du Pont Poirot (oder Moulin Durand) angetrieben. Letztere war noch bis in die 1980er Jahre in Betrieb. Am Ruisseau du Pont Jeason wurden die Moulin du Pont de Pierre und die Moulin de Belle-Croix (oder Moulin Arnold) betrieben. Schließlich stand am Niche-Nebenfluss Rouge Rupt die Moulin de Mailleronfaing (oder Moulin Brûlé). Keine der Mühlen ist erhalten, teilweise finden sich noch Ruinen der Gebäude.
Am 1. Januar 1973 wurde Bellefontaine Teil der Gemeinde Plombières-les-Bains. Diese Fusion wurde fünf Jahre später rückgängig gemacht.

### Le Blanc Murger / Tréfilerie des Vosges
Prägend für die Gemeinde war die seit 1547 bezeugte Schmiede Le Blanc Murger im Sémousetal. Herzog Leopold von Lothringen genehmigte 1728 dem Eigentümer Étienne Boisbien die Errichtung einer Manufaktur für die Herstellung hochwertiger Bestecke. Das Werk wurde im Jahre 1754 von Denis Vinez gekauft. Nach einem Dekret König Karls X. konnten die Brüder Viney zwei neue Eisenschmelzen einrichten, ab 1844 kamen weitere zwei hinzu. Der neue Besitzer Jean-Baptiste Auguste Daubié modernisierte den Betrieb mit neuen Patenten und brachte neue Produkte auf die Pariser Weltausstellungen (Exposition Universelle) 1855 und 1867. Im Jahr 1785 beschäftigte die Schmiede 34 Arbeiter, im Jahr 1887 waren es 60 Arbeiter. Der Betrieb existiert noch heute, er firmiert seit 1958 unter dem Namen Tréfilerie des Vosges (TDV) und hat etwa 50 Mitarbeiter. Das Unternehmen hat sich auf die Herstellung von Präzisionsprofilstahl spezialisiert.

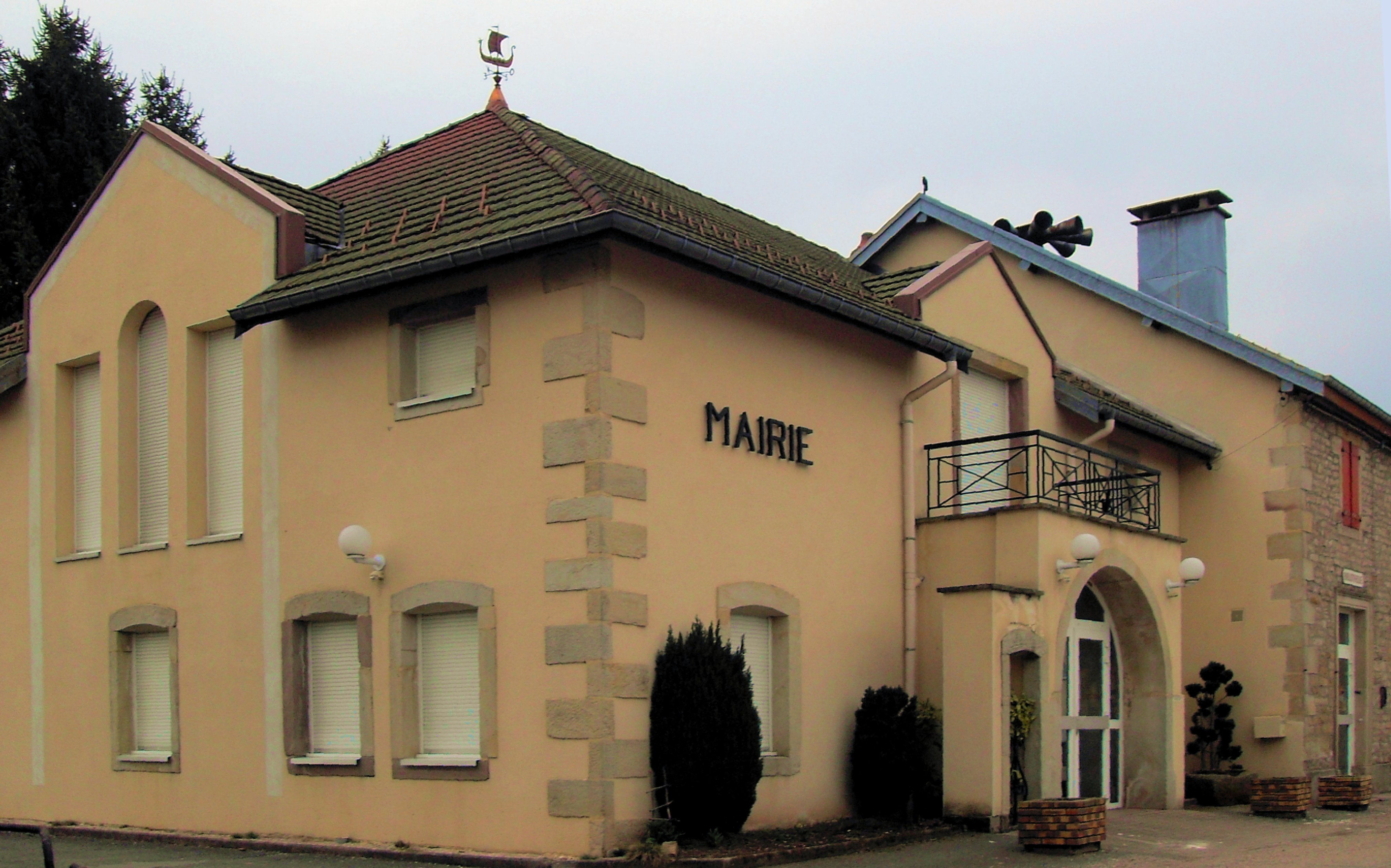
Mairie Bellefontaine

### Bevölkerungsentwicklung
| Jahr      | 1962 | 1968 | 1975 | 1982 | 1990 | 1999 | 2010 | 2021 |
| Einwohner | 1021 | 927  | 888  | 875  | 917  | 856  | 1012 | 968  |

Im Jahr 1836 wurde mit 2650 Bewohnern die bisher höchste Einwohnerzahl ermittelt. Die Zahlen basieren auf den Daten von cassini.ehess und INSEE.

## Sehenswürdigkeiten

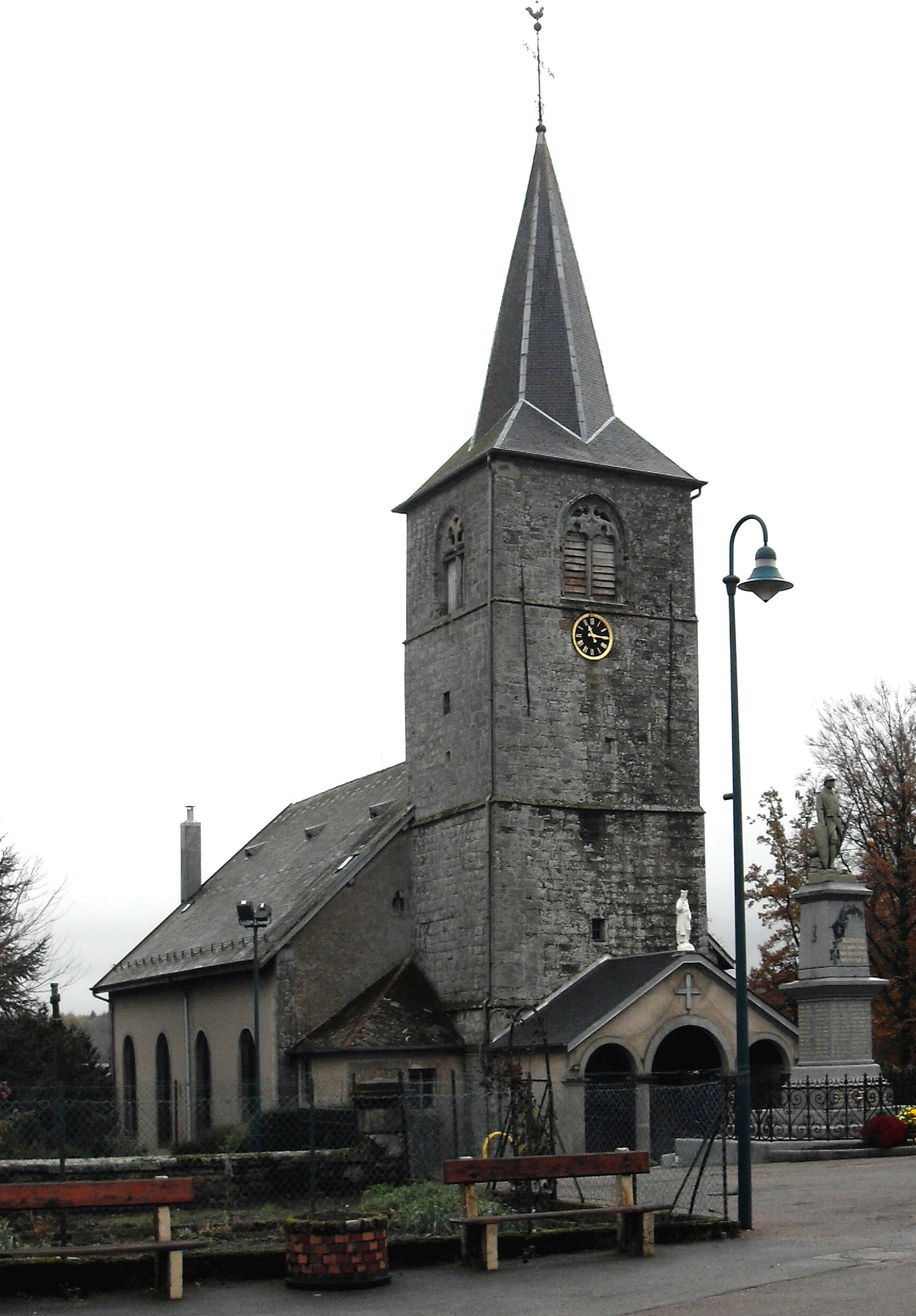
Kirche St. Blasius

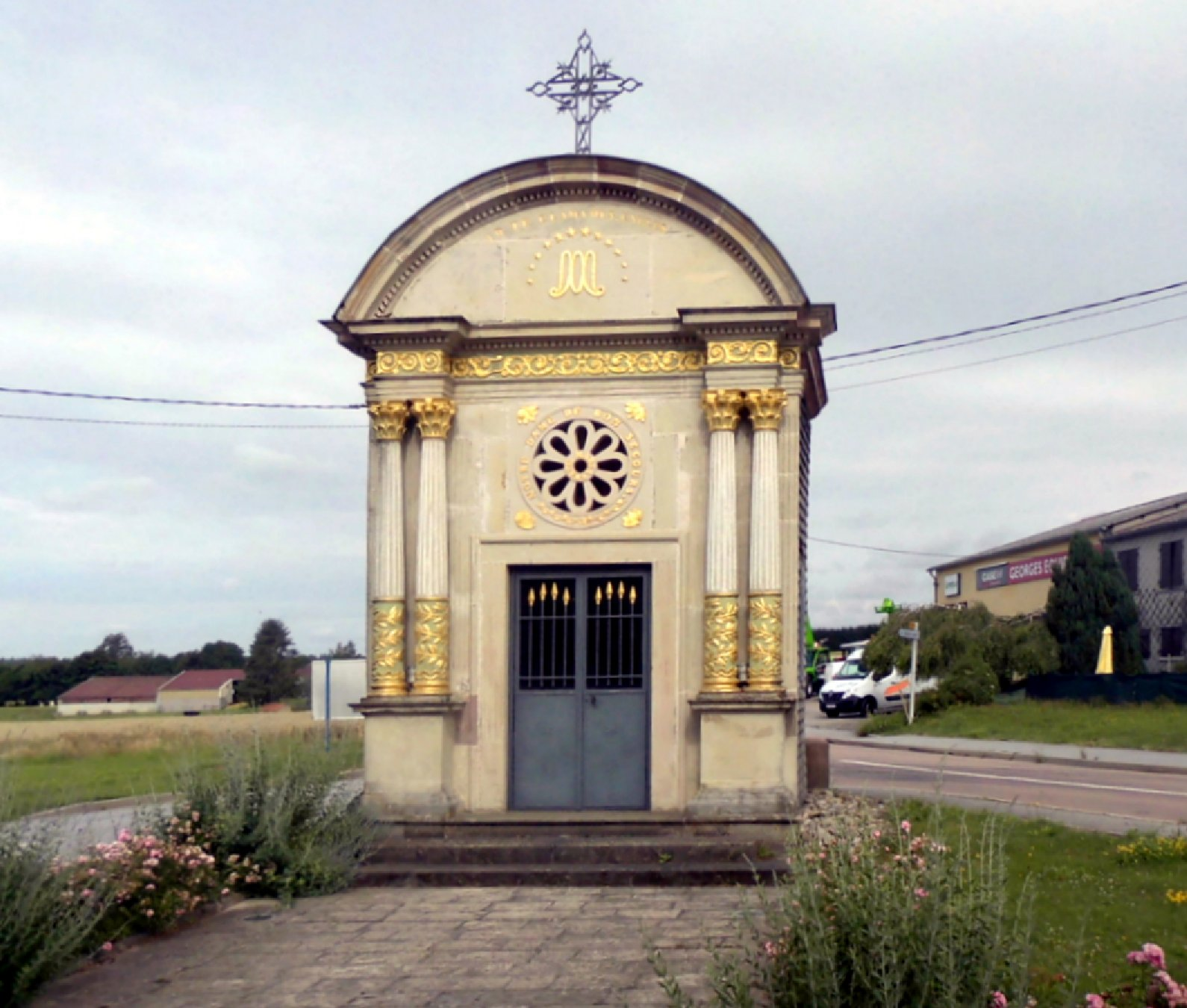
Kapelle Notre-Dame de Bon Secours

- Hochmoor Pierrache mit Naturlehrpfad
- Kirche Saint-Blaise, deren Ursprünge im 11. Jahrhundert liegen; Chor, Turm und Schiff wurden im 18. Jahrhundert erneuert
- Kapelle Notre-Dame de Bon Secours, 1856 aus Anlass einer Cholera-Epidemie gebaut, 2006 restauriert
- 20 Flurkreuze im Gemeindeareal von Bellefontaine, das älteste stammt aus dem Jahr 1552

## Wirtschaft und Infrastruktur
In Bellefontaine sind 27 Landwirtschaftsbetriebe (Gemüseanbau, Milchwirtschaft, Rinderzucht) ansässig. Dazu kommen kleine Handwerks- und Dienstleistungsunternehmen (Sanitär, Heizung, Bauhandwerk, Dachdeckerei, Landmaschinenservice). Einige Einwohner pendeln in die Gewerbegebiete der näheren Umgebung. Größter Arbeitgeber in Bellefontaine ist das Präzisionswalzwerk Tréfilerie des Vosges (TDV).
Über die Fernstraße D 3 ist Bellefontaine mit den nahegelegenen Städten Remiremont, Xertigny und Plombières-les-Bains verbunden. Der nächstgelegene Bahnhof befindet sich in Xertigny in sieben Kilometern Entfernung.

## Partnergemeinde
Mit der französischen Gemeinde Yébleron im Département Seine-Maritime ist Bellefontaine partnerschaftlich verbunden.

## Belege
1. ↑  Les moulins de Bellefontaine (Memento vom 11. Juli 2012 im Webarchiv archive.today) (französisch)
2. ↑   tdv Präzisionskaltwalzen (Memento vom 1. September 2009 im Internet Archive) (deutsch)
3. ↑  Bellefontaine auf cassini.ehess
4. ↑  Bellefontaine auf INSEE
5. ↑  Landwirtschaftsbetriebe auf annuaire-mairie.fr (französisch)